# Benthosphaera arkoola
Benthosphaera arkoola är en kräftdjursart som beskrevs av Bruce 1994. Benthosphaera arkoola ingår i släktet Benthosphaera och familjen klotkräftor. Inga underarter finns listade i Catalogue of Life.